# Василевский, Александр Гаврилович
Алекса́ндр Гаври́лович Василе́вский (19 апреля 1939, Ленинград — 20 декабря 2020, Санкт-Петербург) — советский футболист, защитник; журналист.

## Биография
Воспитанник СК «Мясокомбината» (1952—1956), ФШМ (1957—1958). В 1958 году, с сентября — в составе клуба «Адмиралтеец». В 1959—1961 — в «Зените», за основную команду сыграл один матч — 23 октября 1960 года в гостевой игре против харьковского «Авангарда» (0:0). В марте — августе 1962 — в команде класса «Б» «Спартак» Ленинград, с 17 августа — команде КФК ГОМЗ. Начало сезона 1963 — в клубе первой подгруппы класса «А» «Динамо» Ленинград, затем за «Динамо» Таллин забил два мяча в классе «Б», в следующем году во второй группе класса «А» за таллинцев в 33 играх забил один мяч. В 1965—1966 годах в составе ленинградского «Динамо» сыграл 24 матча.
Затем играл в первенстве Ленинграда за «Динамо» (1966—1968), «Скороход» (1969—1976), «Невский завод» (1977—1979), «Автомобилист» (Красное Село, 1979—1982), «Спорт» (вторая группа, 1983—1984).
Окончил ЛГУ (факультет журналистики, 1962—1969). Работал редактором молодёжной редакции Комитета по телевидению и радиовещанию (редакция журнала «Ленинград спортивный», 1971—1976), заведующим отделом информации и спорта газеты «Ленинградский рабочий» (1976—1979), литературным сотрудником журнала «Аврора» (1981—1990).
Скончался 20 декабря 2020 года.